# Fiziološki agonizam i antagonizam
Fiziološki agonizam opisuje dejstvo supstance koja ultimativno proizvodi iste efekte u telu kao i druga supstanca — kao da su obe agonisti istog receptora — bez vezivanja za isti receptor. Fiziološki antagonizam opisuje ponašanje supstance koja deluje tako da poništava dejstvo druge supstance (rezultat sličan dejstvu antagonista, koji blokira dejstvo agonista na istom receptoru), koristeći mehanizam u kome ne dolazi do vezivanje za isti receptor.

## Primeri

### Fiziološki agonisti
- Epinefrin indukuje agregaciju trombocita, kao i faktor rasta hepatocita (HGF).[1] Oni su fiziološki agonisti.

### Fiziološki antagonisti
- Postoji nekoliko supstanci sa antihistaminergičnim dejstvom, uprokos toga što nisu ligandi histaminskog receptora. Na primer, epinefrin povišava arterijski pritisak putem vazokonstrikcije posredovane aktivacijom A1-adrenergičkog receptora, što je u kontrastu sa histaminom, koji snižava arterijski pritisak. Stoga, uprkos toga što nisu antihistaminici, epinefrin i druge takve supstance su fiziološki antagonisti histamina.